# H. G. Hill Park
Der H.G. Hill Park ist eine 3,4 Hektar große, städtische Grünanlage im westlichen Teil von Nashville, Tennessee in den Vereinigten Staaten. Der Park befindet sich am Charlotte Pike und wird hauptsächlich von Einwohnern Nashvilles als Picknick-Areal genutzt, wobei viele Nischen im Park dafür extra hergerichtet wurden.
Auf dem Gelände befindet sich ebenfalls eine 1996 nachgebildete Hütte von James Robertson, einem Forschungsreisenden und Gründer von Nashville. Das Robertson County ist nach ihm benannt.